# Mikko Kolehmainen
Mikko Yrjö Ilmari Kolehmainen (Mikkeli, 18 agosto 1964) è un ex canoista finlandese.
È il fratello di Olli, anche lui ex canoista.
Ha vinto il titolo olimpico del K1 500 m alle olimpiadi di Barcellona 1992. L'anno successivo ha vinto, nella medesima specialità, il titolo mondiale.

## Palmarès
- Olimpiadi
  - Barcellona 1992: oro nel K1 500 m.
- Mondiali
  - 1993: oro nel K1 500 m.